# Vladimir Koets
Vladimir Petrovitsj Koets (Russisch: Владимир Петрович Куц) (Aleksino (Oekraïense Socialistische Sovjetrepubliek), 7 februari 1927 – Moskou, 16 augustus 1975) was een Russisch langeafstandsloper. Hij is geboren in Aleksino, dat tegenwoordig tot Oekraïne behoort. Hij werd tweevoudig olympisch kampioen, Europees kampioen en meervoudig Sovjet-Russisch kampioen.

## Biografie
Koets was officier in het Rode Leger. Hij verkreeg in 1954 internationale bekendheid, doordat hij op het EK 1954 in Bern op de 5.000 m de favorieten Emil Zátopek en Christopher Chataway versloeg, en en passant het wereldrecord verbrak. Enkele maanden later verloor hij het wereldrecord aan Chataway (die hem nipt versloeg) om het tien dagen later weer terug te veroveren.
Hoewel zijn wereldrecord in 1955 weer werd verbeterd, was hij nog altijd een van de grote favorieten op de Olympische Spelen van Melbourne in 1956 waar hij aan zowel de 5000 m als de 10.000 m deel nam. Gordon Pirie, zijn grootste tegenstander op de 10.000 m, liep eerder dat jaar een wereldrecord op de 5000 m, maar Koets liep kort voor de Spelen een nieuw wereldrecord op de 10.000 m. In de finale van de 10.000 m nam Koets - zoals altijd - vanaf de start de leiding. Vier ronden voor het einde brak het moreel van Pirie en Koets kon daarna eenvoudig winnen. De finale van de 5000 m vijf dagen later was een formaliteit waarbij Koets zijn tweede gouden plak won.
Koets verbeterde in 1957 het wereldrecord op de 5000 m naar 13.35,0. Deze tijd zou pas in 1965 verbroken worden door Ron Clarke. Koets vond in 1959 dat hij niet meer mee kon met de top en zette een punt achter zijn sportcarrière.
Hij stierf op 48-jarige leeftijd in Moskou aan een hartaanval.

## Titels
- Olympisch kampioen 5000 m - 1956
- Olympisch kampioen 10.000 m - 1956
- Europees kampioen 5000 m - 1956
- Sovjet-Russisch kampioen 5000 m - 1953, 1954, 1955, 1956, 1957
- Sovjet-Russisch kampioen 10.000 m - 1953, 1954, 1955, 1956

## Persoonlijke records
| 5000 m   | 13.35,0 | 1957 |
| 10.000 m | 28.30,4 | 1956 |

## Palmares

### 5000 m
- 1956:  EK - 13.56,6 (WR)
- 1956:  OS - 13.39,6

### 10.000 m
- 1956:  OS - 28.45,6

## Biografisch boek
- (ru)  Vladimir Koets (1962). From a Newbie to Master of Sport. Voenizdat, Moskou.

1912: Hannes Kolehmainen ·
1920: Joseph Guillemot ·
1924: Paavo Nurmi ·
1928: Ville Ritola ·
1932: Lauri Lehtinen ·
1936: Gunnar Höckert ·
1948: Gaston Reiff ·
1952: Emil Zátopek ·
1956: Vladimir Koets ·
1960: Murray Halberg ·
1964: Bob Schul ·
1968: Mohammed Gammoudi ·
1972: Lasse Virén ·
1976: Lasse Virén ·
1980: Miruts Yifter ·
1984: Saïd Aouita ·
1988: John Ngugi ·
1992: Dieter Baumann ·
1996: Vénuste Niyongabo ·
2000: Millon Wolde ·
2004: Hicham El Guerrouj ·
2008: Kenenisa Bekele ·
2012: Mo Farah ·
2016: Mo Farah ·
2020: Joshua Cheptegei ·
2024: Jakob Ingebrigtsen
1912: Hannes Kolehmainen ·
1920: Paavo Nurmi ·
1924: Ville Ritola ·
1928: Paavo Nurmi ·
1932: Janusz Kusociński ·
1936: Ilmari Salminen ·
1948: Emil Zátopek ·
1952: Emil Zátopek ·
1956: Vladimir Koets ·
1960: Pjotr Bolotnikov ·
1964: Billy Mills ·
1968: Naftali Temu ·
1972: Lasse Virén ·
1976: Lasse Virén ·
1980: Miruts Yifter ·
1984: Alberto Cova ·
1988: Brahim Boutayeb ·
1992: Khalid Skah ·
1996: Haile Gebrselassie ·
2000: Haile Gebrselassie ·
2004: Kenenisa Bekele ·
2008: Kenenisa Bekele ·
2012: Mo Farah ·
2016: Mo Farah ·
2020: Selemon Barega ·
2024: Joshua Cheptegei
- Gemeinsame Normdatei: 1053955332
- World Athletics: 14358556
- Virtual International Authority File: 309643445
- WorldCat: E39PBJqk9d9xmHPCYdwTJQxFKd